# Korbinian Witting
Korbinian Witting (* 25. August 1980 in Bad Tölz) war ein deutscher Journalist und ehemaliger Eishockeyspieler, der unter anderem für den EC Bad Tölz in der 2. Eishockey-Bundesliga spielte.

## Karriere
Korbinian Witting begann seine Karriere als Eishockeyspieler in seiner Heimatstadt in der Nachwuchsabteilung des EC Bad Tölz, für dessen Profimannschaft er in der Saison 1999/2000 28 Spiele in der 2. Eishockey-Bundesliga bestritt. Anschließend wechselte er zum Oberligisten EC Timmendorfer Strand, für den er nach dessen freiwilligem Rückzug aus der Oberliga in der Folgezeit in der viertklassigen Regionalliga spielte. Zudem bestritt er in der Saison 2003/04 34 Spiele für die Dresdner Eislöwen in der Oberliga und kehrte anschließend zum EC Timmendorfer Strand zurück, der 2006 als EHC Timmendorfer Strand 06 neu gegründet wurde. Für den Verein bestritt er insgesamt 361 Pflichtspiele und schoss 347 Tore. Im März 2011 beendete er seine Karriere als Eishockeyspieler mit einem Tor beim Hinspiel im Baltic Cup.
Witting ist verheiratet und hat zwei Söhne. Bei den Lübecker Nachrichten absolvierte er ein Redaktionsvolontariat und war im Media Management tätig.
Seit 2017 ist er Teamleiter in einer Hamburger Werbeagentur.